# Big Wells
Big Wells è un centro abitato degli Stati Uniti d'America, situato nella contea di Dimmit dello Stato del Texas.
La popolazione era di 704 persone al censimento del 2000.

## Geografia fisica
Big Wells è situata a 28°34′15″N 99°34′13″W (28.570970, -99.570399).
Secondo lo United States Census Bureau, ha un'area totale di 0,6 miglia quadrate (1,6 km²).

## Società

### Evoluzione demografica
Secondo il censimento del 2000, c'erano 704 persone, 244 nuclei familiari e 182 famiglie residenti nella città. La densità di popolazione era di 1.268,1 persone per miglio quadrato (485,4/km²). C'erano 302 unità abitative a una densità media di 544,0 per miglio quadrato (208,2/km²). La composizione etnica della città era formata dal 79,26% di bianchi, lo 0,28% di afroamericani, l'1,85% di nativi americani, lo 0,43% di asiatici, il 15,48% di altre razze, e il 2,70% di due o più etnie. Ispanici o latinos di qualunque razza erano l'89,63% della popolazione.
C'erano 244 nuclei familiari di cui il 31,1% aveva figli di età inferiore ai 18 anni, il 51,2% erano coppie sposate conviventi, il 18,0% aveva un capofamiglia femmina senza marito, e il 25,4% erano non-famiglie. Il 23,0% di tutti i nuclei familiari erano individuali e il 12,7% aveva componenti con un'età di 65 anni o più che vivevano da soli. Il numero di componenti medio di un nucleo familiare era di 2,87 e quello di una famiglia era di 3,32.
La popolazione era composta dal 30,7% di persone sotto i 18 anni, il 5,8% di persone dai 18 ai 24 anni, il 20,9% di persone dai 25 ai 44 anni, il 26,1% di persone dai 45 ai 64 anni, e il 16,5% di persone di 65 anni o più. L'età media era di 40 anni. Per ogni 100 femmine c'erano 89,8 maschi. Per ogni 100 femmine dai 18 anni in giù, c'erano 86,3 maschi.
Il reddito medio di un nucleo familiare era di 15.208 dollari, e quello di una famiglia era di 17.381 dollari. I maschi avevano un reddito medio di 13.750 dollari contro i 12.344 dollari delle femmine. Il reddito pro capite era di 6.594 dollari. Circa il 38,3% delle famiglie e il 43,6% della popolazione erano sotto la soglia di povertà, incluso il 55,7% di persone sotto i 18 anni e il 33,0% di persone di 65 anni o più.